# Marco Boras
Marco Boras (* 28. September 2001 in Frankfurt am Main) ist ein kroatisch-deutscher Fußballspieler.

## Karriere

### Verein
Boras begann seine Karriere beim JFC Frankfurt. Zur Saison 2013/14 wechselte er zu Eintracht Frankfurt. Zur Saison 2016/17 schloss er sich dem SV Darmstadt 98 an. Zur Saison 2017/18 zog er weiter in die Jugend der Kickers Offenbach. Nach der Saison 2019/20 verließ er Offenbach. Nach mehreren Monaten ohne Verein schloss er sich im Oktober 2020 Regionalligist FC Gießen an. Für Gießen absolvierte er 37 Partien in der Regionalliga Südwest.
Zur Saison 2021/22 schloss Boras sich der Reserve von Bundesligist TSG 1899 Hoffenheim an. Für Hoffenheim II absolvierte er 18 Regionalligapartien. Im August 2022 wechselte er nach Kroatien zu Erstligist NK Slaven Belupo Koprivnica. Dort gab er im Oktober 2022 gegen den HNK Rijeka sein Profidebüt in der 1. HNL. In seiner ersten Spielzeit in Kroatien kam er zu fünf Erstligaeinsätzen. In der Saison 2023/24 absolvierte er 34 Partien. In der Saison 2024/25 kam er zu 22 Einsätzen.
Zur Saison 2025/26 wechselte Boras zum österreichischen Bundesligisten WSG Tirol.

### Nationalmannschaft
Boras spielte zwischen Februar und September 2020 dreimal für die kroatische U-19-Auswahl.